# کارلوس سالیناس د گورتاری
کارلوس سالیناس د گورتاری (انگلیسی: Carlos Salinas de Gortari؛ زادهٔ ۳ آوریل ۱۹۴۸) یک اقتصاددان اهل مکزیک است.